# Gioco-città
Gioco-città è stato un programma televisivo italiano di genere contenitore destinato al palinsesto della TV dei ragazzi, in onda fra il 1977 ed il 1979 sulla Rete 1.
La prima serie viene presentata dall'attore e giornalista Claudio Sorrentino, affiancato da I Gatti di Vicolo Miracoli. Nella primavera del 1978 e nell'estate del 1979 la conduzione passa a Mino Reitano, affiancato da Maria Cristina Misciano. I testi erano scritti di Tiziano Sclavi, Bianca Pitzorno e Cino Tortorella.
Sigle della trasmissione furono Una città, eseguita da I Gatti di Vicolo Miracoli (1977), Keko il tricheco (1978) e Batticuore, entrambe proposte da Mino Reitano, e La storia di Ulisse cantata da Luca Chinnici (1979).